# 幽灵诡计
《幽灵诡计》（中国大陆又译作）是一款由卡普空開發的冒險解谜遊戲，其最早发售平台為任天堂DS、iOS與Android，后又于任天堂Switch、PlayStation 4、Xbox One、Microsoft Windows重新发售。本作的故事主要圍繞著主角西塞爾的亡魂，玩家在遊戲中要協助西塞爾在一个晚上的时间内尋找自己的死因和杀害自己的凶手。在遊戲中，玩家能夠控制西塞爾的亡魂，並且使用各種「幽靈技巧」解決難關。
本作的開發任務是由逆转裁判系列的創造者巧舟負責，他想制作一个与逆转裁判系列截然不同的作品。本作於2010年6月19日在日本發佈，並隨後於2011年1月11日和2011年1月14日分別在北美和歐洲發佈。遊戲的iOS版本則是於2010年12月16日在日本發佈，2012年2月2日在全球发布。卡普空亦曾在2012年11月1日于GMO GameCenter的G Game（Gゲー）商城平台上发布本作的Android版本。本作的高清重制版登陆任天堂Switch、PlayStation 4、Xbox One和Microsoft Windows，于2023年6月30日发售。
本作得到了許多媒体的赞扬，在玩家之中的评价也很高，但是销量不佳。媒体赞扬本作的画面、角色和故事，但是对本作的谜题给出了普遍批评。

## 遊戲系统

玩家进入死者的死前四分钟试图改变命运。玩家正位于「幽灵世界」，图像的下半部分的蓝色亮点是玩家可以附身的物品，玩家可以在这些物品之间穿梭；图像的上半部分则展示玩家当前附身的物品，以及玩家可利用该物品做出的「幽灵技巧」

在本作中，玩家扮演刚刚死去、变成幽灵的西塞尔，在幽灵世界和现实世界当中穿梭，解开场景中设置的谜题，推动故事发展。在现实世界中，玩家附着在场景当中的一件物品上。在附身部分物品时，玩家可利用该物品做出对应的「幽灵技巧」，让物品动起来。玩家使用「幽灵技巧」可以影响到现实世界中他人的行为，例如玩家可以突然伸长一支挂在墙上的折叠伞，将在其下方的耳机打落、掉进水缸中而损坏，如此其他角色无法使用耳机，因而能够听到绑匪的脚步声。在幽灵世界中，时间会停顿，场景中可供玩家附身的物品在画面中以蓝色光点显示。玩家可以将自己的灵魂移动到自身周围一定距离的可附身物体上，以此在场景中穿梭。玩家还可以通过场景当中的电话，利用电话线路移动到不同的场景。在游戏后期，另一只幽灵加入玩家的队伍，其幽灵技巧是交换场景中形状相同的物品的位置，可移动的距离也比西塞尔远。玩家可以自由切换所操纵的幽灵。
游戏總共分为18个章节，主要过程是由玩家操控幽灵在场景中移动到不同地方，推动故事发展。玩家有时会遇到其他角色的尸体。玩家可以进入尸体，回到死者死前的四分钟及通过在场景中穿梭、使用「幽灵技巧」来改变场景、影响人物行为，从而让死者逃脱死亡的命运。玩家亦可以与死亡角色的幽灵对话。游戏中有给予玩家解谜提示的对话气泡，玩家可以选择阅读这些对话。

## 故事
在某天夜晚，刚死去不久、成为幽灵的西塞尔在一片垃圾场恢复了自己的意识，但失去了记忆。在西塞尔面前有一具男性的尸体，西塞尔便馬上确认这是自己的尸体，并立志要回想起自己的过去，探寻自己的死因和凶手。在西塞尔身旁，新人女刑警凛音刚被杀害。西塞尔从现场一个被幽灵附身的台灯库纽利口中得知，自己可以做出「幽灵技巧」，且拥有回到死者死前改变命运的能力。西塞尔救下了凛音，决定与她合作探寻自己的过去，找出真相。临走前，库纽利警告西塞尔，称其只有今晚一晚的时间，天亮后便會魂飛魄散。
西塞尔与凛音合作进行调查，拯救了多人的生命，同时也得知了关于过去的信息。十年前，系统工程师尤米尔因间谍嫌疑而遭逮捕。当时审问他的两位刑警——乔多和卡巴尼拉不慎给尤米尔施加过大压力，导致尤米尔夺枪逃到附近的公园当中，挟持了年幼的凛音。正在乔多与尤米尔对峙时，突然一块陨石从天而降，陨石碎片击中了尤米尔，致其当场毙命。五年后，乔多的女儿佳诺设计用来给她母亲庆祝生日的机关发生意外，射杀了她的母亲。乔多为了保护佳诺，藏匿了现场的证物，并自愿承担杀妻罪名而入狱，被卡巴尼拉监视。佳诺则与凛音和宠物犬导弹一同生活。
随着夜色加深，西塞尔与凛音发觉一群外国人策划了对凛音等人的暗杀行动。此外，法务大臣签署了乔多的死刑令，并在今晚执行。法务大臣称其本来不想签署死刑执行令，但是身体被操控，并怀疑背后有一个“操纵者”在执行他的阴谋。此外，外国间谍还声称绑架了法务大臣的女儿，威胁必须在今晚执行死刑，然而实际上他们误绑了佳诺，还导致导弹在当年的陨石坑内身亡，成为了幽灵。西塞尔救下了乔多并带他越獄，却被卡巴尼拉抓获。众人最终取回了被乔多藏匿的证物，死刑命令得以撤销，乔多也重获自由。西塞尔则与导弹一起行动。
在垃圾场，西塞尔发现操纵者操控自己的尸体杀害了卡巴尼拉。在救下他之后，西塞尔得知那具尸体其实是尤米尔的。十年前击中他的陨石碎片留在了他的身体中，导致其尸体无法降解腐烂。众人跟踪操纵者潜入外国人的潜艇中，操纵者丢下尤米尔的身体去附身被绑的佳诺找凛音报仇，而外国人则趁机取走了尤米尔尸体内的陨石碎片，离开并摧毁潜艇，将众人困在海底。在绝望中，操纵者告诉众人他就是尤米尔的幽灵，任何在死亡瞬间受到陨石辐射照射的生物都可获得幽灵能力；他被陨石击中时也不例外。但外界已判定他死亡，他的未婚妻也随之殉情。为了向导致他死亡的所有人复仇，他操纵佳诺的机关射杀了她的母亲，还与外国人交易。他们答应给尤米尔全新的生活、杀害凛音、乔多等人，以换取陨石的能力。然而他们还想抹杀所有可能知道陨石真相的人，故不光策划暗杀，还在取走碎片后炸毁潜艇，以此将尤米尔的幽灵永困海底。
西塞尔意识到被取走陨石碎片的尤米尔的尸体现在只是一具普通尸体，便利用这具尸体回到了十年前尤米尔被陨石击中的现场，集合了导弹和尤米尔的能力改变了陨石碎片的轨迹，救下了尤米尔、凛音和乔多，改变了一切。西塞尔从尤米尔口中得知牠的真实身份其实是在陨石坠落现场的一只流浪猫，后被尤米尔收养，成为他十年间唯一的同伴。当晚，尤米尔带着西塞尔将凛音约到垃圾场，试图操控凛音创造出凛音枪杀尤米尔的假象陷害她，而射偏的一枪击杀了西塞尔。在即将返回十年后的未来之时，西塞尔被台灯库纽利叫住。库纽利透露牠其实是另一个导弹，在当晚被杀手杀于尤米尔身旁后成为幽灵，但未能说服西塞尔一同合作，只得独自跟随尤米尔登上潜艇，同样能回到十年前，但无法独自改变尤米尔的命运，于是留在过去，等待十年后的今晚再次来临；「天亮后就魂飛魄散」是谎言，目的是催促西塞尔抓紧时间。在临走前，牠对西塞尔表達谢意。
在全新的未来，西塞尔被乔多一家收养，凛音再次当上了刑警，乔多一家三口为她庆祝。尤米尔很快便洗清了间谍嫌疑，但因挟持凛音而入狱十年，即将出狱，他的未婚妻则在监狱外迎接他。当时改变轨迹的陨石碎片砸中了西塞尔，西塞尔也因此死亡，保留了牠的幽灵能力。

## 開發与发行

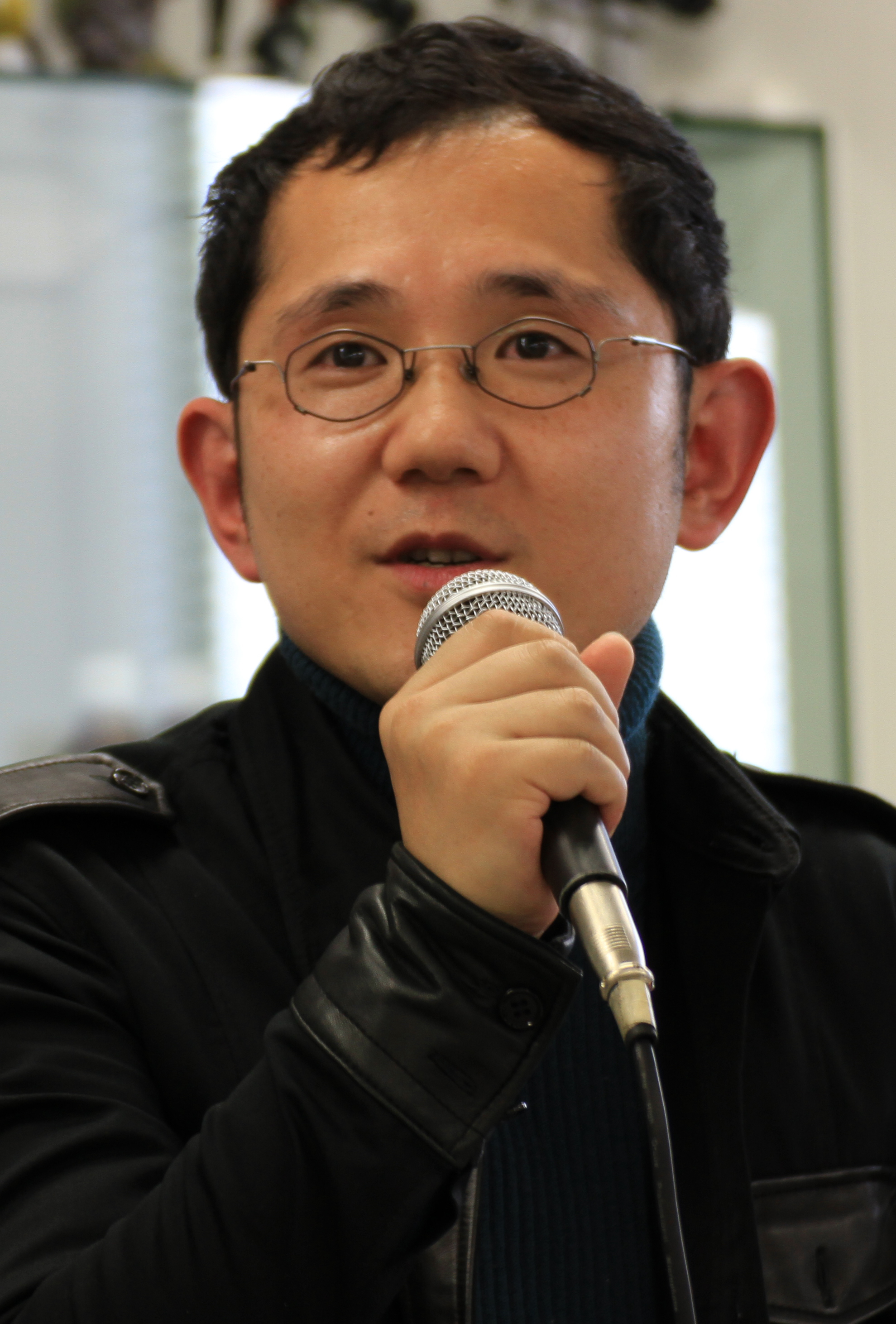
《幽靈偵探》的设计師巧舟

本作的剧本、设计和导演工作由创造了逆转裁判系列的巧舟负责。在《逆转裁判3》开发完成之后，巧舟想创造一部與逆转裁判系列遊戲有着截然不同的体验的遊戲。他向高层提出了自己的请求，高层同意後给了他很大的自主权。本作的开发從2004年开始，但中途巧舟忙于负责《逆转裁判4》的开发工作，故实际的开发直到2007年才开始。本作的点子来自逆转裁判系列，使用了很多该系列尚未探索过的想法。开发团队对这些点子进行了仔细的探索。
在编写游戏的故事前，巧舟设计了游戏系统。巧舟自幼就很喜欢悬疑作品，他加入卡普空也是希望创作解谜游戏。他将本作的主题定为“在外部影响他人的命运并在外部观察人物的生活”。为了能让主角能窥探他人的生活，巧舟将主角设定为幽灵。最开始，主角西塞尔被设定为一名间谍；本作的名稱也是「幽靈間諜」。但随着游戏剧本将主角设定为失去自己的记忆之后，开发团队意识到西塞尔不再适合担任间谍，遂一并更改了游戏的标题。日语中「附身」的发音与「欺诈」、「诡计」类似，巧舟便将名字更改为现名「Ghost Trick」。
巧舟在游戏的场景设置上下了功夫，他希望将游戏场景与解谜用的物品融合在一起。为此，他找来了一本写有各种物品的单词以及各物品的图像的参考书作为参考，从中寻找适合放置在场景中的物品。虽然在故事中主角有“必须在天亮前找到真相”的时间限制，但是玩家在游玩时則没时间限制。为了让玩家产生紧张感、让玩家得以在游戏中集中注意力，巧舟设置了“死前四分钟”环节。为了让更多人能够体验本作，制作团队将游戏中的动作要素减少到了最少，只留下“附身”和“幽灵技巧”这两項操作。但制作团队不希望让游戏变得过于简单或让玩家认为只需要随便将场景中的每个物品都附身一遍就能解开谜题，遂设计了一些只有在特定时间点使用幽灵技巧才能解开的谜题。制作团队为了平衡谜题的难度，找了很多人试玩游戏。衡量游戏难度的标准之一是游戏的制作人竹下博信，一旦他在某个谜题卡关超过两个小时，制作团队就会更改谜题的内容。为了平衡难度，制作团队还在游戏中加入了很多对话气泡来给玩家提示，玩家能选择是否查看这些提示。

### 剧本
逆转裁判系列的故事按照章节展开，每个章节相对独立，这导致制作团队无法深入刻画每个人物的日常生活。巧舟希望制作一个有连贯性且注重于人物的故事。本作的目标是创作一个内容丰富的故事，玩家需要在完成主要目标的途中完成其他人物的支线故事，并在故事的結尾揭开游戏最大的谜团。他在2004年游戏项目刚开始後就写出了故事的初稿，这个初稿当中有近30个出场人物並同时推进故事，制作人竹下博信在阅读了该初稿之后一时无法从文字中理解故事内容。在2007年，巧舟将故事重写了一遍，新的故事更适合于划分章节。本作的故事是群像剧。为了让玩家易于理解并记住故事，巧舟仔细地对故事进行了编排。为了给故事营造紧张感，他还为主人公西塞尔设置“天亮前必须找出真相”的限制。巧舟非常喜欢漫才，为此他在故事中穿插了喜剧元素。此外，他学习福尔摩斯探案集中福尔摩斯和约翰·华生的搭配，给西塞尔安排了同伴角色。他让同伴角色承担了替玩家说出内心想法以及给主人公下一个行动目标的工作，让故事显得自然。巧舟认为传统的点击式文字冒险游戏，画面中展现的内容过少；本作注重于展现人物，出场人物均有全身像，故每个角色的台词都很简短。因为逆转裁判系列的故事受日本环境影响很深，故巧舟在编写本作的剧本时，特意考虑了全球化因素。游戏场景中没有文字，人物对话间没有提及国家名字，出场人物也没有设定国籍。

### 角色与画面

卡巴尼拉警长的出场动画。为凸显其古怪性格，他的动作被特意设计得夸张，动作捕捉技术无法做出这样的动作；其流畅的动画也受到了赞扬

巧舟特意将本作的画面风格与逆转裁判系列的画面风格区别开来，他厌倦于越来越常见的三维画面，他想让作品拥有插画的风格，同时考虑到任天堂DS的机能无法在渲染大量三维模型的同时保持动画流畅，故决定专注于二维画面，所有的人物都是先制作三维模型，然后再渲染成二维图像。他在设计人物前先完成了剧本的制作，在制作剧本时，人物的形象和对应戏份便大致成型了。巧舟希望登场角色形象鲜明，给玩家留下深刻的印象。为此，制作团队设计了夸张的人物造型。巧舟希望西塞尔認为的自己的形象能够给玩家产生冲击，为其设计了富有冲击力的色彩和造型；为了凸显其神秘感和帅气感，制作组还为其设计了一副墨镜，以凸显其遭受了失忆。凛音的设计耗费了制作组很多时间。制作团队希望把她塑造成一个普通人，但同时给玩家留下深刻的印象，为此不惜重做了好几次；卡巴尼拉则被制作团队定位为一个怪人，并为他安排了很多夸张的动作，他的动作足足花了一个月才制作完成；导弹则是源自于巧舟在现实中饲养的宠物狗。不过，制作团队不希望人物形象过于夸张以至于与故事不合，故在塑造夸张形象的同时保留了一定的真实感。为了塑造真实感，巧舟以自己作为模版，参考了自己的形象。为了让人物更为生动，符合“观察人物的生活”的主题，制作团队非常重视人物的动作。巧舟认为，西方游戏中人物的动作缺乏细节，而日本的游戏注重细节。因而制作团队没有使用动作捕捉技术，而是手工为人物模型制作动画。手工制作动画还让人物做出了动作捕捉技术无法呈现的动作，凸显了人物的个性。不过，制作出来的动画有时会显得漫长，而制作团队因为工期问题未能提供跳过动画的功能。虽然本作的剧本与任何国家毫無关联，但出场的人名需要易于记住。巧舟有意将角色的名字设计成日语当中与生死有关的词汇的谐音，如「凛音」对应「轮回」、「佳诺」对应「观音」、「卡巴尼拉」对应「尸」。他还利用这些词语的感情色彩来暗示这些角色的正邪。

### 音乐
本作的音乐由杉森雅和负责，他也曾经参与了《逆转裁判》的音乐编写。由于本作的剧本经历过一次重写，本作的音乐早于剧本进行制作。本作的音乐灵感来自于他身边的一副画有夜空的蓝黑色的油画。在创作本作的主题曲的时候，巧舟给了他一张本作开场的垃圾场的图片，他以此为灵感写出了本作的主题曲。在大多数时候，他都是先在脑海中构思出音乐的大致旋律，然后才将其谱写下来。为了让音乐的贝斯音效在任天堂DS上更易于聆听，他抬高了贝斯音的音调，同时还对其做出了其他修改，以保证玩家在戴着耳机游玩时贝斯音量不会太大。而在游戏的音效方面，巧舟在编写剧本的同时便在脑海中浮现出了游戏中大致的音效，他之后又对剧本逐行确定对应的音效。

### 宣传与发行
游戏制作完成后，巧舟将其交给卡普空的营销部门。但营销部门不知道如何宣传这部作品，因此感到非常困惑。制作团队也承认在不剧透的情况下宣传这部作品十分困难。游戏在2009年东京电玩展上首次公开，并于2010年6月19日在日本发行。巧舟和竹下博信则在Twitter上发布名人的游玩感想来宣传本作。本作的英文版在2010年E3电子娱乐展上公开，并于2011年1月11日在北美发售、2011年1月14日在欧洲发售。

### 移植版
本作原先是专为任天堂DS设计的游戏，在当时没有移植其他平台的计划。不过卡普空在半年后将本作移植到iOS平台上，于2010年12月16日在日本发售、2012年2月2日在全球发售。除了原版的内容之外，iOS版本还加入了通关后的拼图小游戏等附加内容。本作的iOS版本移植工作不是由卡普空的手机游戏团队负责，而是由游戏的开发团队直接进行，这也是他们第一次接触手机游戏开发的工作。制作团队称，他们想制作iOS移植版本的原因是想让更多人体验本作。制作团队在处理原版游戏上半屏幕的信息时遭遇了困难，最终他们将原版的下半屏幕内容拉大，将上半屏幕的信息放在画面角落中，发现效果很好。此外，他们还解决了iOS机制的问题。iOS版本游戏的前两章为免费下载，其余内容则需要付费購買。开发团队称免费开放前两章是为了向玩家展示多样的游戏场景。卡普空亦曾在2012年11月1日于GMO GameCenter的G Game（Gゲー）商城平台上发布本作的Android版本。
2022年11月，游戏媒体注意到本作在韩国通过了分级机构GRAC的评级，并指出本作或即将被卡普空重制发售。该消息后于2023年2月初得到确认，重制后的本作会同时登陆任天堂Switch、PlayStation 4、Xbox One和Windows平台，在2023年夏季发售。重制提高了画面的解析度，增加了插畫和音樂鑑賞功能，亦支援繁簡中文。
2024年3月28日，卡普空发布了本作新的iOS和Android版本。

## 評價和獎項
| 汇总媒体   | 得分     |
| ---------- | -------- |
| Metacritic | 83 / 100 |

| 媒体           | 得分     |
| -------------- | -------- |
| Destructoid    | 8.5 / 10 |
| Eurogamer      | 8 / 10   |
| Game Informer  | 6 / 10   |
| IGN            | 8.5 / 10 |
| Nintendo Life  | 9 / 10   |
| VideoGamer.com | 7 / 10   |
| Fami通         | 34 / 40  |

本作主要獲得正面的評價，Metacritic基于60份媒体评论給予本作83/100的分數。
本作的角色和画面受到了游戏媒体的普遍赞扬，媒体对本作流畅的人物动画赞赏有加，认为其非常生动，栩栩如生。VideoGamer.com的评论者更称本作设立了NDS游戏画面的「新标杆」。媒体对本作的故事持多数好评，Nintendo Life给本作打出9/10分，赞扬本作的故事惊喜重重，并指出本作的故事与谜题结合得很好。IGN也赞扬了本作的故事，但同时也指出本作的旁白「有時變得有點囉嗦」。其他媒体也赞扬了本作的故事及其叙述方式，但是Game Informer的评论者批评本作的故事反转不惊喜，VideoGamer.com的评论者更直指故事最后的反转「令人失望」。本作的角色塑造也获得了多数好评，GamesRadar的评论者被导弹在故事中表现出的忠心所感动。Game Informer则认为角色之间的对话有趣且适合于本作的风格，但是批评主角西塞尔的形象单薄。其他媒体也认为本作的角色形象鲜明，令人印象深刻，不过IGN指出本作夸张化的人物形象可能不适合于日式游戏玩家之外的群体。本作的音乐则得到了部分媒体的好评，但亦有媒体认为其无法给玩家留下深刻的印象。
本作的玩法得到了褒贬不一的评价，但谜题获得了普遍批评。IGN、GamesRadar和GameSpot赞扬本作的玩法十分创新；而GamesRadar却认为其与故事和角色相比显得黯然失色。媒体多将本作的谜题与魯布·戈德堡機械相比，但对本作的谜题提出了批评。GamesRadar、VideoGamer.com和Game Informer均认为本作有特定时间点要求的谜题是本作的败笔，玩家需要反复试错，而一旦错过机会，就只能回到之前的地方重新来过，纯粹是浪费时间，令人沮丧。其他一些媒体则批评本作的谜题过于简单，解法单一、流程线性、提示过多。Nintendo Life批评本作部分谜题的解答思路过于跳跃，不过同时也认为本作会给解开谜题的玩家带来成就感。也有一些媒体对本作的谜题给出了赞扬，IGN认为玩家试错的过程有趣；GamesRadar和1UP.com则对本作的谜题给予了赞赏。Destructoid认为，本作「注定会成为少数玩家邪典追捧的对象」。

### 銷售
尽管得到了媒体的普遍好评，本作任天堂DS版本的销量并不理想。在发售的首周，本作在日本售出了24,000份遊戲，成為了日本當周發售量第二多的遊戲。在第二個星期內，本作又售出了20,000份，其發售量在該周的排名跌至第9。第三個星期內本作的销量排名则進一步跌至第21名。因此，卡普空把本作列為造成其2010财年第一季度營業額低的原因之一。GameReactor认为本作销量低迷的原因可能是本作发售于任天堂DS生命末期，玩家的注意力集中在即将上市的任天堂3DS身上。

### 奖项
本作在2009年东京电玩展上获得由日本電腦娛樂供應商協會颁发的“未来部门”奖。在2010年E3電子娛樂展中，本作獲GameTrailers提名为「最佳DS遊戲獎」，但此獎項最終被卡普空的另一款遊戲《大神傳 ～小小太陽～》所奪。英国GameSpot則頒予本作「最佳掌機遊戲獎」和「沒人玩的最佳遊戲獎」，並同時將之列為“最佳解谜遊戲”和“年度最佳遊戲”候選遊戲。本作更於2011年獲英国GameTrailers頒發“最佳任天堂DS遊戲獎”。本作亦被提名安妮獎的「最佳動畫遊戲」。GamesRadar更將本作列為史上25個最佳任天堂DS遊戲第六名。GameZone後來亦頒予「年度任天堂DS遊戲獎」。在2011年，Adventure Gamers将本作评为史上最佳冒险游戏的第41名。
| 年份 | 奖项                 | 类别              | 结果           | 参考   |
| ---- | -------------------- | ----------------- | -------------- | ------ |
| 2009 | 日本游戏大赏         | 未来部门          | 獲獎           | [ 45 ] |
| 2011 | 日本新媒體動漫藝術節 | 娛樂部門          | 審査委員会推薦 | [ 56 ] |
| 2011 | 金摇杆奖             | 最佳动作/冒险游戏 | 提名           | [ 57 ] |
| 2011 | 金摇杆奖             | 最佳策略游戏      | 提名           | [ 57 ] |
| 2011 | 斯派克电子游戏大奖   | 最佳掌机/手机游戏 | 提名           | [ 58 ] |
| 2012 | 第39届安妮奖         | 最佳動畫遊戲      | 提名           | [ 52 ] |
| 2012 | D.I.C.E.奖           | 年度掌机游戏      | 提名           | [ 59 ] |
| 2012 | NAVGTR奖             | 角色设计          | 提名           | [ 60 ] |

## 后续
与开发初代《逆转裁判》时一样，制作团队从一开始便抱着「可能不会有续作」的心态制作這遊戲，但同时表示会根据玩家的反响而考虑制作续作。在2013年与《官方任天堂杂志》的采访当中，巧舟称自己乐于制作一款本作与逆转裁判系列联动的游戏。他构想在这部作品中成步堂龙一会被杀害，而西塞尔会控告杀害他的凶手。不过，随着本作的销量低迷，游戏媒体认为玩家可能永远都等不到這遊戲的续作。
与低迷的销量相反，本作在玩家之间的口碑很高。在2010年由ASCII Media Works電擊系雜誌舉辦的投票中，本作是2010年上半年最受歡迎的遊戲第13名；而在《Fami通》于2017年举办的投票当中，本作被票选为全年代最受欢迎的冒险游戏第16名。GamesRadar在2018年将本作排为全部任天堂DS游戏的第六名；Kotaku的彼得·提亚拉斯（Peter Tieryas）将本作列为他最喜欢的任天堂DS游戏之一；在2020年，导弹又被Screen Rant评为电子游戏史上最佳的狗之一。
本作的Android版本早已下架；而iOS版本多年没有更新，不支持2020年发布的iOS 14。对此，在2020年玩家于Change.org上发起联名请愿，要求卡普空更新本作的iOS版本，并将本作移植到任天堂Switch等其他游戏平台上。请愿很快便得到了超过1000人响应，本作的音乐制作人杉森雅和也在推特上表达了对请愿的支持。联名活动最终在2020年末结束，一共得到了超过2000人支持。卡普空在2021年1月宣布将对本作进行更新以支持最新的iOS版本，并临时将本作从App Store下架，承诺游戏在更新完毕后重新上架。此外，本作也如愿登陆任天堂Switch等新时代游戏平台上。

## 外部連結
- 官方网站（页面存档备份，存于）（日語）
- 重制版官方网站